# Comissão de Direito Internacional

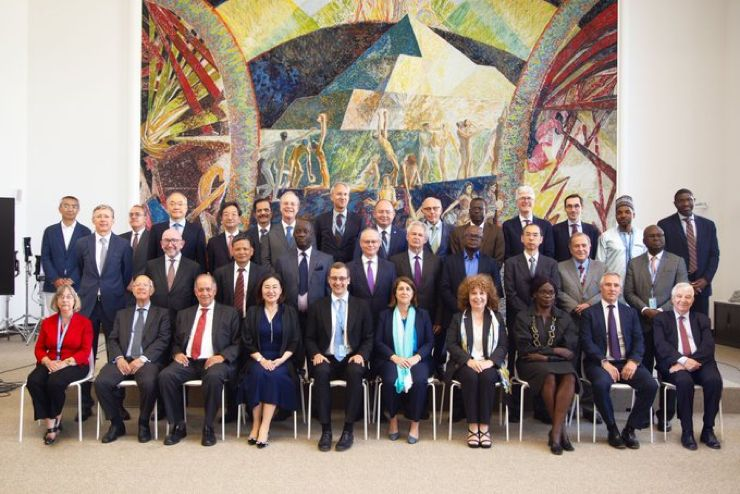
Membros da Comissão de Direito Internacional para o mandato 2023–2027 em Genebra

A Comissão de Direito Internacional (CDI) é um órgão de especialistas responsável por ajudar a desenvolver e codificar o direito internacional. É composta por 34 indivíduos reconhecidos por sua expertise e qualificações em direito internacional, eleitos pela Assembleia Geral das Nações Unidas (AGNU) a cada cinco anos.
As raízes ideológicas da CDI originaram-se já no século XIX, quando o Congresso de Viena na Europa desenvolveu várias regras e princípios internacionais para regular a conduta entre seus membros. Após várias tentativas de desenvolver e racionalizar o direito internacional no início do século XX, a CDI foi formada em 1947 pela AGNU de acordo com a Carta das Nações Unidas, que convoca a Assembleia para ajudar a desenvolver e sistematizar o direito internacional. A Comissão realizou sua primeira sessão em 1949, com seu trabalho inicial influenciado pela Segunda Guerra Mundial e preocupações subsequentes sobre crimes internacionais, como genocídio e guerras de agressão.
Desde então, a CDI tem realizado sessões anuais no Escritório da ONU em Genebra para discutir e debater vários tópicos em direito internacional e desenvolver princípios jurídicos internacionais de acordo. Ela é responsável por vários desenvolvimentos fundamentais em direito internacional, incluindo a Convenção de Viena sobre Direito dos Tratados, que estabelece uma estrutura para formar e interpretar tratados, e o Tribunal Penal Internacional, o primeiro tribunal permanente encarregado de julgar delitos como genocídio e crimes contra a humanidade.